# بخش مرکزی شهرستان سلماس

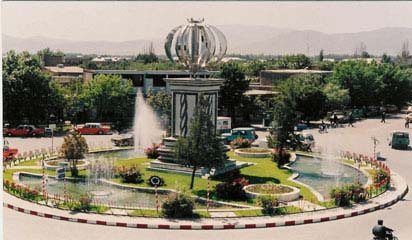
سلماس مرکزی

بخش مرکزی شهرستان سلماس یکی از بخش‌های تابعه شهرستان سلماس در استان آذربایجان غربی در شمال غربی ایران است.

## تقسیمات کشوری
دهستان‌های بخش مرکزی
- دهستان زولاچای (مرکز دهستان ملحم)
- دهستان کره‌سنی (مرکز دهستان سیلاب)
- دهستان کناربروژ (مرکز دهستان تمر)
- دهستان لکستان (مرکز دهستان قره‌قشلاق)

شهرها: سلماس و تازه شهر.

## جمعیت
براساس سرشماری مرکز آمار ایران در سال ۱۳۹۵، جمعیت این بخش برابر با ۱۶۸٬۶۳۰ نفر (۴۷٬۶۰۸ خانوار) بوده‌است. 